# حجمة (مناخة)

تعديل مصدري - تعديل

حجمة هي إحدى قرى عزلة بني خطاب بمديرية مناخة التابعة لمحافظة صنعاء، بلغ تعداد سكانها 52 نسمة حسب تعداد اليمن لعام 2004.